# Negen van Little Rock
De Negen van Little Rock (Engels: Little Rock Nine) waren negen zwarte scholieren die, met de steun van Daisy Bates, in 1957 de eerste zwarte kinderen waren aan Little Rock Central High, een middelbare school in Little Rock, hoofdstad van de Amerikaanse deelstaat Arkansas. Dit was mogelijk geworden door de rechtszaak Brown v. Board of Education, waardoor de rassenscheiding op openbare scholen werd afgeschaft. Het zuiden van de Verenigde Staten was altijd al gevoeliger geweest voor rassenkwesties en dat liet zich ook nu weer voelen.
Gouverneur Orval Faubus stuurde op 4 september de Nationale Garde om te verhinderen dat de kinderen naar school gingen. De kinderen zouden het nogmaals proberen op 23 september. Daarop stuurde president Eisenhower de 101e Luchtlandingsdivisie en gaf hun de opdracht de scholieren te beschermen. Ook werd de Nationale Garde van Arkansas gefederaliseerd door de president, zodat de gouverneur deze niet meer kon aansturen. Uiteindelijk gingen de scholieren, begeleid door racistische kreten van een woedende menigte, naar school.
In 2000 werden zij voor hun moed beloond met de Gouden Medaille van het Congres, op initiatief van senator Dale Bumpers. In 2008 werden de scholieren uitgenodigd voor de inauguratie van Barack Obama, de eerste Amerikaanse president van Afrikaanse afkomst.

## De Negen van Little Rock
- Ernest Green
- Elizabeth Eckford
- Jefferson Thomas
- Terrence Roberts
- Carlotta Walls Lanier
- Minnijean Brown-Trickey
- Gloria Ray Karlmark
- Thelma Mothershed-Wair
- Melba Pattillo Beals